# PAS Tehran FC
Pas Football Club is een voormalige Iraanse voetbalclub uit Teheran. De club werd opgericht in 1963 en opgeheven in 2007. De thuiswedstrijden werden in het Shahid Dastgerdi Stadium gespeeld, dat plaats bood aan 8.250 toeschouwers. De clubkleuren waren wit-groen.

## Erelijst
- Landskampioen
  - Winnaar (5): 1976, 1977, 1992, 1993, 2004
- Champions League
  - Winnaar (1): 1993
- Afro-Azië Cup
  - Runner up (1): 1993